# 허이두소보슬로구

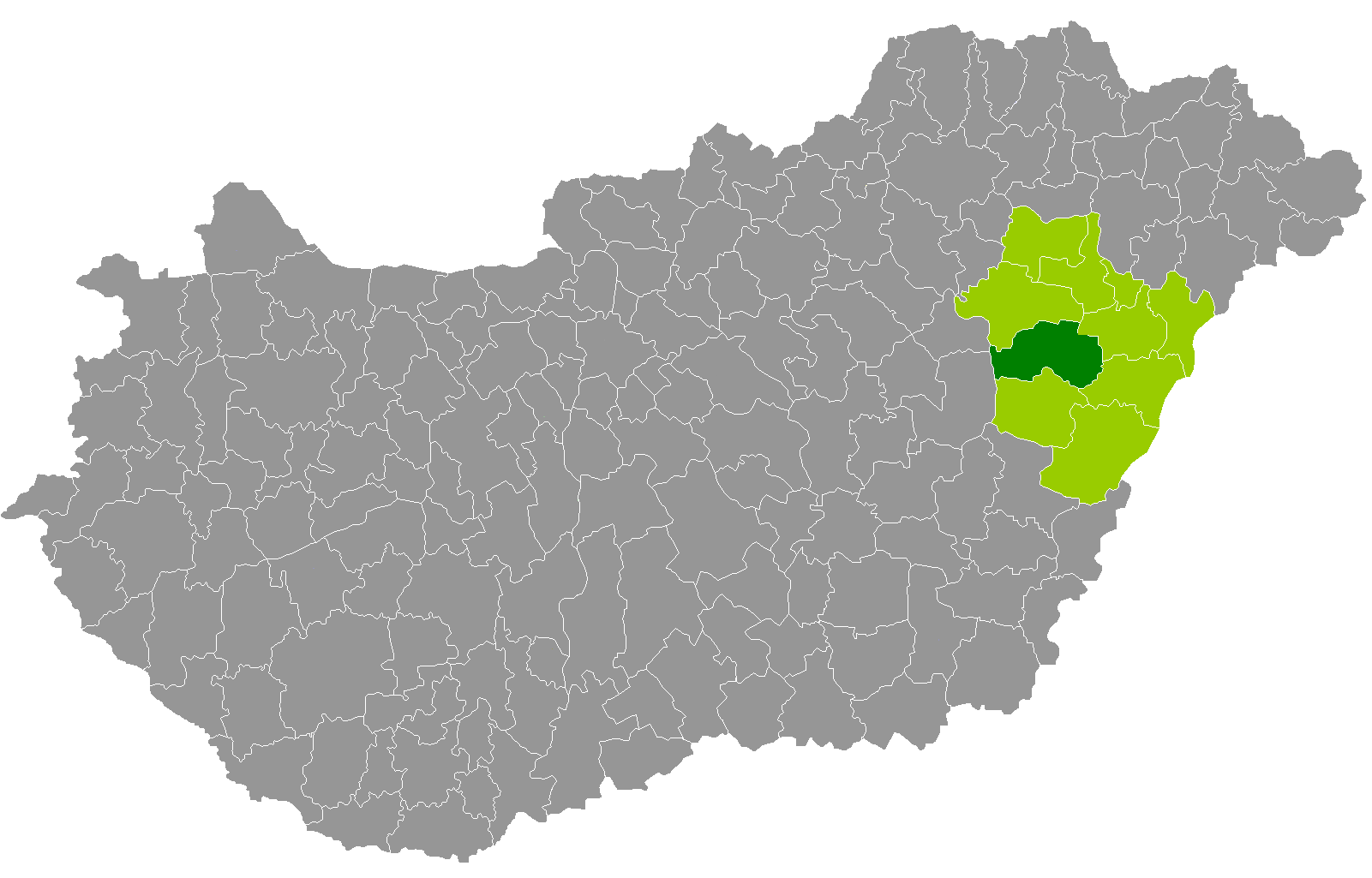
허이두비허르주 지도에 표시된 허이두소보슬로구의 위치

허이두소보슬로구(헝가리어: Hajdúszoboszlói járás)는 헝가리 허이두비허르주에 위치한 구로 구청 소재지는 허이두소보슬로이며 면적은 732.65km2, 인구는 43,061명(2011년 기준), 인구 밀도는 59명/km2이다.
북쪽으로는 벌머주이바로시구, 동쪽으로는 데브레첸구, 데레치케구, 남쪽으로는 퓌슈푀클러다니구, 서쪽으로는 야스너지쿤솔노크주 커르처그구와 접한다. 5개 지방 자치체(2개 시, 3개 마을)를 관할한다.

구기
구 문장